# رود فوستر
رود فوستر (بالإنجليزية: Rod Foster)‏ مواليد 10 أكتوبر 1960 في برمنغهام، هو لاعب كرة سلة أمريكي. بدأ مسيرته الاحترافية في سنة 1983. تم اختياره من قبل فريق فينيكس صنز خلال الدرافت ولعب معه في الدوري الأمريكي لكرة السلة للمحترفين. يحمل الرقم 10. يبلغ طوله 6 قدم 1 بوصة (1.9 م). اعتزل اللعب في 1986.

## روابط خارجية
- رود فوستر على موقع إن بي أي (الإنجليزية)
- رود فوستر على موقع سبورتس رفرنس (الإنجليزية)
- رود فوستر على موقع كلية كرة السلة في سبورتس رفرنس.كوم (الإنجليزية)
- رود فوستر على موقع ريلجم (الإنجليزية)
- رود فوستر على موقع بروبوليرز (الإنجليزية)